# Achaera ochribasis
Achaera ochribasis is een vlinder van de familie van de tandvlinders (Notodontidae). De wetenschappelijke naam van deze soort is voor het eerst voorgesteld als Chadisra ochribasis door George Francis Hampson in een publicatie uit 1910. De spanwijdte van het mannetje bedraagt 62 millimeter.
De soort komt voor in Congo-Kinshasa en Kenia.